# Stizocera nigroapicalis
Stizocera nigroapicalis är en skalbaggsart som beskrevs av Fuchs 1961. Stizocera nigroapicalis ingår i släktet Stizocera och familjen långhorningar. Inga underarter finns listade i Catalogue of Life.